# Портрет девојчице са књигом у фотељи
Портрет девојчице са књигом у фотељи позната и под именом Ангелина је рано дело Уроша Предића, настало 1884. године. Пример је слике академског реализма из уметникове ране фазе стваралаштва. Слика приказује Предићеву братаницу док позира на фотељи. 
Дело Ангелина настало је у техници уље на дрвету и налази се у колекцији Народног музеја у Београду.

## Слика
Портрет девојчице са књигом у фотељи је слика димензија 26 x 21 центиметар, на којој је приказана седмогодишња братаница уметника, како опуштено седи у фотељи. Топлим тоновима је детаљно осликан ентеријер. Ентеријер је обогаћен црвеним сомотом, који доминира својом топлом и тактилном текстуром. Детаљи попут тепиха, пресвлака, завеса и богато извезене софе пажљиво су и прецизно изведени, стварајући раскошан орнаментални амбијент. Посебан колористички контраст пружа бела чипкана хаљина девојчице, украшена розе тракама око врата. Предић је вешто приказао различите текстуре, попут лагане чипке, сјајне свиле и меког сомота, додајући дубину и визуелну динамику слици.
Слика одражава интимну и мирну атмосферу карактеристичну за Предићев рани стил, који је касније уступио место религиозним и историјским мотивима. Постављена је у богатом раму и на полеђини слике налази се  ауторов запис: „Ова слика је мој рад из год.1884/Урош Предић/22. април 1950“.

## Провенијенција
Слика Ангелина прошла је кроз три приватне колекције током своје историје од 140 година. Први познати власници били су чланови београдске породице Гаћански. Након тога, дело је постало део збирке Владислава Стефановића из Новог Сада, одакле је касније пренета у Буенос Ајрес. 
Слика је 2025. године понуђена аукцијској кући Доротеум у Бечу. Након што је пребачена у Беч, слика је продата на аукцији за 120.000 евра, са додатних 29% премије и такси. Коначна цена од око 150.000 евра знатно је премашила почетну процену која се кретала између 15 и 20 хиљада евра. Купац слике је Министарство културе Републике Србије, које је ово дело откупило за збирку Народног музеја у Београду, где ће постати део националног културног наслеђа.